# جيمس براندون
جيمس براندون (بالإنجليزية: James Brandon)‏ (1 يناير 1867 في المملكة المتحدة - 1 يناير 1934) هو لاعب كرة قدم بريطاني (وحمل سابقاً جنسية المملكة المتحدة لبريطانيا العظمى وأيرلندا) في مركز الهجوم. لعب مع بريستون نورث إيند وشيفيلد وينزداي ونادي تشيسترفيلد ونادي سانت ميرين وPort Glasgow Athletic F.C. ‏ وBootle F.C. (1879) ‏.